# Шаранозъби
Шаранозъбите (Cyprinodontiformes) са разред животни от тип Хордови (Chordata).
Таксонът е описан за пръв път от Лев Берг през 1940 година.

## Семейства
Подразред Aplocheiloidei
- Aplocheilidae – Аплохеиди
- Nothobranchiidae – Нотобранхиеви
- Rivulidae – Ривулиди

Подразред Cyprinodontoidei
- Надсемейство Funduloidea
  - Profundulidae
  - Goodeidae – Гоодиди
  - Fundulidae – Фундулови
- Надсемейство Valencioidea
  - Valenciidae
- Надсемейство Cyprinodontoidea
  - Cyprinodontidae – Циринодонтиди
- Надсемейство Poecilioidea
  - Anablepidae – Четириокови
  - Poeciliidae – Пецилиеви